# Ommatius otorus
Ommatius otorus là một loài ruồi trong họ Asilidae. Ommatius otorus được Oldroyd miêu tả năm 1960. Loài này phân bố ở vùng nhiệt đới châu Phi.